# El quart regne. El regne dels plàstics
El quart regne. El regne dels plàstics (títol original en castellà: El cuarto reino. El reino de los plásticos) és una pel·lícula documental espanyola del 2019 dirigida per Àlex Lora i Cercós i Adán Aliaga i produït per Jaibo Films, Àlex Lora i Isa Feliu. Es van recollir 400 hores de gravació durant tres anys sense un guió clarament establert. La denúncia ecològica és implícita, tot i que no aspira a retratar la dimensió del desastre, sinó que ofereix un inusual retrat paisatgístic i humà d'un espai. Els subtítols de l'obra foren traduïts al català.

## Sinopsi
El documental, rodat en castellà, retrata la vida quotidiana dels treballadors del centre de recollida i reciclatge de llaunes sense ànim de lucre Sure We Can, situat a Williamsburg, un suburbi de Nova York, on fundat fa uns deu anys per la cooperant espanyola Ana De Luco, i el recollidor de llaunes Eugene Gadsden. La seva dotzena de treballadors freguen l'exclusió social per falta de sostre o addicions, i tots comparteixen la mateixa decepció: la falsa promesa del somni americà. René del Carmen és un treballador il·legal mexicà que malgrat ha aconseguit deixar l'alcohol (l'escapatòria habitual) i convertir-se en gerent del centre mentre intenta descobrir la bellesa i l'art en el món que l'envolta i mantenir així viva l'esperança.

## Crítiques
| «                                          | "El seu to és interessant i amable; el seu ritme àgil i centrat en contar intenses històries humanes." | » |
| — Jonathan Holland: The Hollywood Reporter | |   |

| «                           | "És una successió d'encerts. (...) un inusual film de gran bellesa visual (...) un estimulant món de ferralla amb reminiscències de 'Wall-E' (...) Crítica tan bella com demolidora al somni americà. (…) Puntuació: ★★★★ (sobre 5)" | » |
| — Janire Zurbano: Cinemanía | |   |

## Nominacions i premis
Fou guanyadora del Gaudí a la millor pel·lícula documental als Premis Gaudí de 2020. També va obtenir el Premi de l'Audiovisual Valencià (AVAV) al millor documental i va guanyar el premi al millor documental al Festival Internacional de Cinema a Guadalajara i al Festival de Cinema d'Atlanta.